# Hadena capsophila
Hadena capsophila är en fjärilsart som beskrevs av Philogène Auguste Joseph Duponchel 1842. Hadena capsophila ingår i släktet Hadena och familjen nattflyn. Inga underarter finns listade i Catalogue of Life.